# Horst Groepper
Horst Hermann Heinrich Groepper (* 17. Juni 1909 in Kiel; † 31. Dezember 2002 in Bonn) war ein deutscher Diplomat. 

## Leben
Als Sohn eines Offiziers besuchte Groepper das Gymnasium Paulinum (Münster). Nach dem Abitur  studierte er 1927–1931 an der Eberhard Karls Universität Tübingen und der Rheinischen Friedrich-Wilhelms-Universität Rechtswissenschaft. 1928 wurde er im Corps Hansea Bonn recipiert. Als Inaktiver wechselte er an die Westfälische Wilhelms-Universität Münster. In Münster legte er 1931 und 1934 die beiden juristischen Staatsprüfungen ab. Zum 1. Mai 1933 war er der NSDAP beigetreten (Mitgliedsnummer 2.163.825). Zwischen Juni 1933 und Mai 1935 war er Mitglied der SA, über seinen Dienstrang ist nichts bekannt. Ab 1934 war Groepper als Assessor im Reichsjustizministerium tätig und war 1938 noch kurzzeitig Richter am Landgericht Münster. 1938 trat er als Attaché in den Auswärtigen Dienst ein. 1939–1941 war er unter Botschafter Friedrich-Werner Graf von der Schulenburg Legationssekretär in Moskau. Er kam im nach dem deutschen Überfall auf die Sowjetunion, in Ausführung des Unternehmens Barbarossa nach kurzer Internierung in die Protokollabteilung des Auswärtigen Amts zurück. Im September 1944 wurde er zum  Heer (Wehrmacht) an der italienischen Kriegsfront eingezogen, wo er vom 1. Mai 1945 bis September 1945 in britischer Kriegsgefangenschaft war. Über seine Entnazifizierung ist nichts bekannt.
1947–1953 war er Rechtsanwalt in Münster. 1953 konnte er wieder in den Auswärtigen Dienst eintreten. Nach einem Einsatz in Wien half er im Februar 1956 als Leiter der Vorausabteilung die Botschaft in Moskau neu zu errichten. Nach einer Tätigkeit in der Zentrale wurde er im Oktober 1962 Nachfolger des Botschafters Hans Kroll in der Sowjetunion. Seine Amtszeit fiel in eine Periode stark gespannter deutsch-sowjetischer Beziehungen im Kalten Krieg. Groepper tauschte im März 1966 seinen Posten mit dem Botschafter in der Türkei Gebhardt von Walther. Im August 1968 wurde er zurückberufen. Zum Schluss seiner Laufbahn war er 1972/73 noch kurzzeitig Botschafter in Dublin.
Mit seiner Frau Marlo Tamina geb. Jantzen hatte er drei Kinder. Seine Tochter Maria Tamina gab postum seine Studie zu Otto von Bismarcks Sturz heraus.

## Ehrungen
- Ehrenzeichen für Verdienste um die Republik Österreich (1952) (Silber, 1955)[3]
- Großoffizier des Orden von Oranien-Nassau der Niederlande (1971)[4]

## Schriften
- Maria Tamina Groepper (Hrsg.), Bismarcks Sturz und die Preisgabe des Rückversicherungsvertrages, Schöningh, Paderborn 2008, ISBN 978-3-506-76540-6.
- Westeuropäische Integration. Weg zu Einheit oder Abschied von der deutschen Nation? In: Helmut Kamphausen (Hrsg.): Entnationalisierung als Staatsräson? Arndt, Kiel 1986, ISBN 3-88741-018-1.
- Beitrag in: Wolfgang Venohr (Hrsg.), Ohne Deutschland geht es nicht: 7 Autoren zur Lage der deutschen Nation, Sinus Verlag, Krefeld 1982, ISBN 3-88289-204-8.
- Mitarbeit am Handkommentar zum Bürgerlichen Gesetzbuch, Münster (Westf.) : Aschendorff, 1948/1949.